# Lukov (Ústí nad Labem)
Lukov é uma comuna checa localizada na região de Ústí nad Labem, distrito de Teplice.